# Eugène Mona
Pour les articles homonymes, voir Mona.
Eugène Mona, de son vrai nom Georges Nilecam, est un chanteur et flûtiste martiniquais, né le 13 juillet 1943 au Vauclin (Martinique) et mort le 21 septembre 1991 à Morne Calebasse, un quartier de Fort-de-France (Martinique).
Artiste phare de la musique antillaise, l'auteur-compositeur a reçu l'éloge d'écrivains comme Patrick Chamoiseau et Raphaël Confiant pour ses chants qui renferment un puissant contenu littéraire créole.
Surnommé « le Nègre debout » ou « poto mitan », le chanteur flûtiste se disait artiste créole, revendiquant les héritages africains et européens, bien sûr, mais aussi indiens en introduisant notamment des sonorités tamoules dans ses rythmes détonants.

## Biographie
Fils de musicien, il grandit dans cet univers et se fit remarquer en remportant un concours de chant créole à l'âge de 15 ans. Il fit quelques apparitions au cinéma, tantôt en tant que comédien (dans Rue Cases-Nègres d’Euzhan Palcy), tantôt en tant que compositeur.
À l'âge de 48 ans, il succombe d'une congestion cérébrale à la suite d'une altercation avec un voisin.

## Citation
« Je suis un enfant du Marigot qui veut toucher à l’universel… C’est possible, non ? ».

## Œuvre musicale
Dans La Chandelle, écrite en 1975, il fait le lien entre les mœurs dépravées des habitants de Saint-Pierre et l'éruption de la montagne Pelée en 1902.
Dans  Moin ka douté, sorti en 1976, il évoque à nouveau l'éruption de la montagne Pelée mais cette fois-ci il détaille sur les raisons de cette malédiction.
Sa chanson Mi Lago (Album 1978)  évoque la dispute électorale entre Alfred Marie-Jeanne et Rodolphe Désiré lors des sénatoriales de 1977.

## Discographie
- Bwa brilé
- Ti bouchon
- Salomé
- Mi bach
- Doudou Ménard
- Ti milo
- Mi mwen mi ou
- Ma maman m'a dit
- Pa fè lang fo
- Tanbou seryé
- Témoignage (album)
- Blan manjé (album)

## Filmographie
- 1983 : Rue Cases-Nègres de Euzhan Palcy : Douze Orteils

## Hommage

### Musique
Le 15 juin 1996, un concert fut organisé pour rendre hommage à Eugène Mona à la Cité de la musique à Paris (participants : Max Cilla, Roland Brival, Ti Raoul, Dédé Saint-Prix).
Fin 2006, un album hommage de reprises intitulé Léritaj Mona fut édité. On y retrouve de nombreux chanteurs antillais dont Jean-Michel Rotin, François Ladrezeau de Akiyo, Oliver Jean-Alphonse, Max Télèphe, Pipo Gertrude, Cindy Faustin, Dominique Lorte, Claudine Pennont, Adeline Crouard, Harry Saint-Aimé ou encore Marcé. Plusieurs concerts furent organisés par ce collectif d'artistes.
Fin 2011, l'album de reprises Léritaj Mona – vol.2 en mémoire de son travail. De nombreux chanteurs antillais y participent tels que Max Télèphe, E.sy Kennenga, Dominik Coco, Olivier Jean-Alphonse Victor O, Jean-Michel Rotin, Admiral T, Marcé, Dédé Saint-Prix, Saël, Robert Mavouza, Kolo Barts, Max Mona...
le 23 juillet 2021, Big In Jazz Collective réinventent neuf titres antillaises dont La chandelle.

### Édifices et rues
- Fort-de-France : l'avenue Eugène Mona (Q100365662 (« avenue Eugene Mona »)) est inaugurée en 1992.
- Sainte-Marie : La place Eugène Mona est inaugurée le 25 février 2019[7].
- Le 7 juin 2013, le collège du quartier la Marie dans la commune du Marigot en Martinique a été officiellement inauguré collège Eugène Mona.

### Filmographie
- Une journée d’Eugène Mona de Jean-Paul Césaire et J. Ayache, août 1987, 25 min [[Africultures _ Une journée d’Eugène Mona (Court-Métrage) |détail des éditions]] : Documentaire
- Sur les traces de Mona, de RFO (prod.) et de Nathalie Glaudon (réal.), 2009, 52 min [[Allocine Fiche : Sur les traces de Mona |détail des éditions]]
- Eugene Mona : le Nègre Debout, de Arte radio (prod.) et de David Commeillas (réal.), août 2019, 51 min [[Arte Radio _ Eugene Mona : le Nègre Debout |détail des éditions]]